# Colastes incertus
Colastes incertus är en stekelart som först beskrevs av Wesmael 1838.  Colastes incertus ingår i släktet Colastes och familjen bracksteklar. Inga underarter finns listade i Catalogue of Life.